# Madisyn Cox
Madisyn Cox (30 mei 1995) is een Amerikaanse zwemster.

## Carrière
Bij haar internationale debuut, op de wereldkampioenschappen kortebaanzwemmen 2014 in Doha, zwom Cox samen met Shannon Vreeland, Emily Allen en Katie Drabot in de series van de 4x200 meter vrije slag. In de finale eindigden Vreeland en Drabot samen met Kathleen Baker en Elizabeth Beisel op de vijfde plaats.
Tijdens de wereldkampioenschappen kortebaanzwemmen 2016 in Windsor veroverde de Amerikaanse de bronzen medaille op zowel de 200 als de 400 meter wisselslag. Op de 4x200 meter vrije slag legde ze samen met Leah Smith, Mallory Comerford en Sarah Gibson beslag op de zilveren medaille.
Op de wereldkampioenschappen zwemmen 2017 in Boedapest sleepte Cox de bronzen medaille in de wacht op de 200 meter wisselslag. Samen met Melanie Margalis, Cierra Runge en Hali Flickinger zwom ze in de series van de 4x200 meter vrije slag, in de finale behaalde Margalis samen met Leah Smith, Mallory Comerford en Katie Ledecky de wereldtitel. Voor haar aandeel in de series werd Cox beloond met de gouden medaille.

## Internationale toernooien
| Jaar | Olympische Spelen | WK langebaan                                                   | WK kortebaan                                          | PanPacs       | Pan-Ams       |
| ---- | ----------------- | -------------------------------------------------------------- | ----------------------------------------------------- | ------------- | ------------- |
| 2014 |                   |                                                                | 5e 4x200m vrije slag Cox zwom enkel de series         | geen deelname |               |
| 2015 |                   | geen deelname                                                  |                                                       |               | geen deelname |
| 2016 | geen deelname     |                                                                | 200m wisselslag · 400m wisselslag · 4x200m vrije slag |               |               |
| 2017 |                   | 200m wisselslag · 4x200m vrije slag · Cox zwom enkel de series |                                                       |               |               |
| 2018 |                   |                                                                | geen deelname                                         | geen deelname |               |
| 2019 |                   | geen deelname                                                  |                                                       |               | geen deelname |

## Persoonlijke records
Bijgewerkt tot en met 29 juli 2020
Kortebaan
| Afstand         | Tijd    | Datum            | Plaats  |
| --------------- | ------- | ---------------- | ------- |
| 200m wisselslag | 2.05,93 | 10 december 2016 | Windsor |
| 400m wisselslag | 4.27,78 | 6 december 2016  | Windsor |

Langebaan
| Afstand         | Tijd    | Datum        | Plaats              |
| --------------- | ------- | ------------ | ------------------- |
| 200m wisselslag | 2.09,03 | 7 maart 2020 | Des Moines          |
| 400m wisselslag | 4.37,2  | 12 juni 2019 | Canet-en-Roussillon |